# Limnanthes
Limnanthes es un género  de angiospermas con 17 especies de la familia Limnanthaceae. 

## Especies seleccionadas
- Limnanthes alba
- Limnanthes bakeri
- Limnanthes bellingeriana
- Limnanthes douglasii
- Limnanthes floccosa
- Limnanthes gracilis
- Limnanthes howelliana
- Limnanthes macounii
- Limnanthes montana
- Limnanthes nymphoides
- Limnanthes peltata

- Datos: Q9022645
- Multimedia: Limnanthes / Q9022645
- Especies: Limnanthes